# Antinephele turllini
Antinephele turllini är en fjärilsart som beskrevs av Philippe Darge 1972. Antinephele turllini ingår i släktet Antinephele och familjen svärmare. Inga underarter finns listade i Catalogue of Life.